# Апас
А́пас (санскр. आपस्, IAST: āpas, «воды») — в индийской мифологии персонифицированные космические воды.
В «Ригведе» им посвящено четыре гимна (РВ VII 47, 49; X 9, 30); иногда упоминаются в «Атхарваведе». Апас прославляются как богини, любящие матери, девушки или юные жёны. Они бывают небесными и земными, их конечной целью выступает океан, они следуют по пути богов. Савитар правит ими, Индра выкапывает для них русло, они сами притекают на жертвоприношение, являясь одной из ритуальных субстанций при приготовлении сомы, наделяют счастьем, радостью, благом. Апас выступают как место жительства Варуны, двигающегося в их средине; в этих же Водах находится Агни, называемый иногда поэтому Апам Напат, то есть «сын вод». Прозрачные и чистые Апас уносят (то есть очищают) грехи, ложь и проклятья. Апас целительны и охраняют здоровье, они сочатся мёдом, смешивают своё молоко с мёдом, иногда отождествляются с сомой